# Grabmal Friedrich Pützer
Das Grabmal von Friedrich Pützer ist ein Denkmal in Darmstadt.

## Geschichte und Beschreibung
Das Grabmal von Friedrich Pützer wurde um das Jahr 1922 aufgestellt.
Es besteht aus einem Granitquader mit Inschrift.
Auf dem Quader steht eine Plastik.
Die Plastik stellt eine junge Frau dar, die in der einen Hand ein Medaillon und in der anderen Hand einen Zweig hält.
Grabstelle: Waldfriedhof Darmstadt L 8a 51.

## Denkmalschutz
Aus architektonischen, baukünstlerischen und stadtgeschichtlichen Gründen gilt das Grabmal als Kulturdenkmal.